# Eigentliche Schnepfen
Die Eigentlichen Schnepfen (Scolopax), auch Waldschnepfen genannt, sind eine Gattung aus der Familie der Schnepfenvögel. Zu der Gattung werden acht Arten gezählt, von denen lediglich die eurasische Waldschnepfe und die Kanadaschnepfe eine weite Verbreitung haben. Die anderen sechs Arten sind auf Japan, Neuguinea, die Philippinen und Indonesien beschränkt. Die nächsten Verwandten der Waldschnepfen sind die Bekassinen (Gallinago).

## Merkmale
Die Waldschnepfen-Arten sind einander alle sehr ähnlich. Sie haben lange, dünne Schnäbel, gedrungene Körper und ein bräunliches und schwarzes Gefieder, das eine gute Tarnung bietet. Die Augen liegen an den Kopfseiten, was ihnen eine 360°-Sicht ermöglicht. Im Gegensatz zu den meisten anderen Vogelarten ist die Spitze ihres Oberschnabels flexibel.

## Lebensraum und Lebensweise
Waldschnepfen sind Waldlandbewohner. Sie gehen abends oder nachts auf Nahrungssuche  und suchen mit ihren langen Schnäbeln den Boden nach Wirbellosen ab. Ihre Lebensweise  und ihr unauffälliges Gefieder machen es schwer, sie tagsüber an ihren Ruheplätzen zu entdecken. Während der Reproduktionsphase zeigen Waldschnepfen auffällige Balzflüge, die sie gewöhnlich während der Abend- oder Morgendämmerung vorführen.

## Waldschnepfen und Mensch
Waldschnepfen sind ein beliebtes Jagdwild. Einige Insel-Arten, wie die Amamiwaldschnepfe (Scolopax mira) und die Obischnepfe (Scolopax rochussenii), sind durch Überjagung und Lebensraumverlust selten geworden. Die Blutfedern der Waldschnepfen sind bei Künstlern begehrt, die daraus Pinselspitzen herstellen. Blutfedern sind neugewachsene Federn, deren Kiele noch mit Blut versorgt werden.

## Arten und ihre Verbreitung
- Bukidnonschnepfe (S. bukidnonensis) Verbreitung: Luzon und Mindanao, Philippinen
- Celebesschnepfe (S. celebensis) Verbreitung: Sulawesi
- Kanadaschnepfe (S. minor) Verbreitung: Nordamerika
- Amamiwaldschnepfe (S. mira) Verbreitung: Nansei-Inseln
- Neuguineawaldschnepfe (S. rosenbergii) Verbreitung: Neuguinea
- Obischnepfe (S. rochussenii) Verbreitung: Obi und Bacan in den nördlichen Molukken
- Waldschnepfe (S. rusticola) Verbreitung: Westeuropa bis Japan
- Malaienschnepfe (S. saturata) Verbreitung: Sumatra und Java

## Fossile Nachweise
Eine Anzahl von Waldschnepfen-Arten ist ausgestorben und nur durch fossiles oder subfossiles Knochenmaterial bekannt. Aufgrund ihrer engen Verwandtschaft mit den Bekassinen repräsentieren die Waldschnepfen eine relativ junge Vogelgattung, auch wenn die Ordnung der Regenpfeiferartigen, der sie angehören, eine sehr urtümliche Abstammungslinie aufweist. Die Gattungen Gallinago und Scolopax spalteten sich vermutlich vor 10,5 Millionen Jahren im Spätmiozän voneinander ab.
Folgende fossile Arten sind bekannt:
- Scolopax baranensis (fossil, frühes Pliozän, Ungarn; ein Nomen nudum)
- Scolopax carmesinae (fossil, frühes und mittleres Pliozän, Menorca, Mittelmeer)
- Scolopax hutchensi (fossil, spätes Pliozän bis frühes Pleistozän, Florida, USA)
- Puerto-Rico-Waldschnepfe (Scolopax anthonyi) (Jungpleistozän bis frühes Holozän, Puerto Rico)
- Scolopax brachycarpa (subfossil, Holozän, Hispaniola)